# Samy Burch
Samy Burch (* in Los Angeles, Kalifornien) ist eine US-amerikanische Drehbuchautorin, Regisseurin und Casting Director.

## Leben
Burch wurde in Los Angeles geboren und wuchs in West Los Angeles auf. Ihre Mutter war als Casting Director tätig und ihr Vater arbeitete ebenfalls in der Filmbranche. Bereits während der Schulzeit arbeitete sie als Assistentin ihrer Mutter an Castings. Inspiriert von der Arbeit ihres Vaters schrieb sie in der High School erste Theaterstücke. Burch studierte an der Tisch School of the Arts der New York University Theater- und Drehbuchschreiben.
Ab dem Jahr 2009 erhielt Burch erste Credits als Casting-Assistentin. Sie arbeitete beim Casting der Darsteller für Filme wie Quarantäne 2: Terminal, Die Tribute von Panem – The Hunger Games, Das wundersame Leben von Timothy Green, 42 – Die wahre Geschichte einer Sportlegende, Iron Man 3, Die Tribute von Panem – Catching Fire, Die Tribute von Panem – Mockingjay Teil 1 und Teil 2, The Nice Guys, Neighborhood Food Drive und Frankenstein’s Monster’s Monster, Frankenstein.
Parallel schuf sie gemeinsam mit Alex Mechanik ab dem Jahr 2012 eigene Kurzfilme, für die sie Drehbücher schrieb, gemeinsam mit Mechanik die Regie übernahm und auch den Filmschnitt verantwortete.
Im Frühjahr 2019 begann Burch mit der Arbeit an einem Drehbuch, das lose auf dem Fall der US-amerikanischen Lehrerin Mary Kay LeTourneau basierte, die wegen ihrer Beziehung zu einem Schüler aus der sechsten Klasse, der später ihr Ehemann und Vater ihrer Kinder wurde, ins Gefängnis kam. Das Drehbuch kam später auf die Blacklist der besten unverfilmten Ideen Hollywoods und weckte schließlich das Interesse von Natalie Portman, die es Regisseur Todd Haynes empfahl. Haynes verfilmte Burchs Drehbuch unter dem Titel May December 2023 mit Portman und Julianne Moore in den Hauptrollen. Das Drehbuch brachte Burch mehrere Auszeichnungen sowie Dutzende Nominierungen ein, darunter eine für den Oscar für das Beste Originaldrehbuch.
Burch ist seit dem Jahr 2023 mit Alex Mechanik verheiratet.

## Filmografie
Regie
- 2012: Family Dinner (Kurzfilm, Co-Regie)
- 2013: All You Can Eat (Kurzfilm, Co-Regie)
- 2013: Housewife Sonata (Kurzfilm, Co-Regie)
- 2016: Bev (Kurzfilm, Co-Regie)
- 2017: Crown Prince (Kurzfilm, Co-Regie)

Drehbuch
- 2013: All You Can Eat (Kurzfilm)
- 2016: Bev (Kurzfilm)
- 2017: Crown Prince (Kurzfilm)
- 2023: May December